# Ácido hiposulfuroso
El ácido hiposulfuroso (H2SO2), también conocido como ácido sulfoxilico o dihidróxido de azufre, es un oxácido inestable en un estado de oxidación intermedio entre sulfito de hidrógeno y ácido diontonoso.
Es un ácido relativamente débil, comparable al ácido sulfuroso, H2SO3. Solo se conocen sus sales, los ditionitos, que sí son estables y son poderosos agentes reductores. La sal sódica de ácido ditionoso es el ditionito de sodio.

## Fórmulas
Las fórmulas del ácido hiposulfuroso son las siguientes:
- Ácido ditionoso: H2S2O4
- Anión ditionito: S2O42−
- Ditionito de sodio: NA2S2O4
- Número CAS: 20196-46-7 ácido hiposulfuroso (o ditionoso)
- Número CAS: 14844-07-6 ácido hiposulfuroso (o ditionoso, ion)
- Número CAS: 7775-14-6 ditionito de sodio (sal sódica de ácido ditionoso)

## Propiedades físicas y químicas
1. – En la sal de ditionito de sodio, su apariencia es un polvo cristalino, de blanco a grisáceo, con copos de un verde limón claro y débil olor a azufre.
2. – El peso molecular del ácido ditionoso es 130.132 g/mol. El del anión ditionito, 128.116 g/mol, y el del ditionito de sodio, 174.096 g/mol.
3. – En el punto de ebullición del ditionito de sodio, se descompone, y su punto de fusión es de 52 °C.
4. – La densidad del ditionito de sodio es de 2.38 g/cm³ (anhydrous), y su solubilidad en agua es 18.2 g/100 mL (anhydrous, 20 °C).
5. – El ácido hiposulfuroso es un oxoácido de azufre con la fórmula química H2SO2.
6. – Los oxoácidos de azufre son compuestos químicos que contienen azufre, oxígeno e hidrógeno. Sin embargo, algunos de ellos solo se conocen por sus sales (como el ácido hiposulfuroso, el ácido ditiónico, el ácido disulfuro y el ácido sulfuroso).

## Características estructurales
Entre las características estructurales de los oxoácidos tenemos:
- Azufre tetraédrico cuando se coordina con oxígeno.

- Átomos de oxígeno en puente y terminal.

- Grupos peroxo terminales.

- S=S terminales.

- Cadenas de (-S-) n

El ácido sulfúrico es el oxoácido de azufre más conocido y el más importante industrialmente.
- – El anión ditionito ([S2O4] 2-) es un oxoanión (un ion con la fórmula genérica AXOY z-) de azufre formalmente derivado del ácido ditiónico.
- – Los iones ditionito experimentan hidrólisis tanto ácida como alcalina a tiosulfato y bisulfito, y sulfito y sulfuro.
- – La sal sódica de ácido ditionoso es el ditionito de sodio (también conocido como hidrosulfito de sodio).
- – Puede obtenerse a partir de bisulfito de sodio mediante la siguiente reacción: 2NaHSO3 + Zn → Na2SO4 + Zn(OH)²